# Боаси ле Перш
Боаси ле Перш (фр. Boissy-lès-Perche) насеље је и општина у централној Француској у региону Центар (регион), у департману Ер и Лоар која припада префектури Дре.
По подацима из 2011. године у општини је живело 521 становника, а густина насељености је износила 15,48 становника/km². Општина се простире на површини од 33,66 km². Налази се на средњој надморској висини од 188 метара (максималној 233 m, а минималној 165 m).

## Демографија
| 1962. | 1968. | 1975. | 1982. | 1990. | 1999. | 2011. |
| ----- | ----- | ----- | ----- | ----- | ----- | ----- |
| 435   | 474   | 418   | 507   | 513   | 534   | 521   |

График промене броја становника у току последњих година